# Мрія Агрохолдинг
«МРІЯ Агрохолдинг» — саудівська агропромислова компанія, що виникла як американо-українська агропромислова компанія, місце реєстрації Кіпр, Нікосія. Оперує шостим за розміром земельним банком в Україні. Заснована 1992 року. Обробляє близько 165 тис. гектарів землі в Тернопільській, Хмельницькій, Івано-Франківській, Чернівецькій, Львівській і Рівненській областях. Продукція експортується у більш як 20 країн світу[джерело?]. У серпні 2014 року Компанія не змогла розрахуватися із кредиторами та оголосила технічний дефолт. З лютого 2015 року контроль над активами перейшов до кредиторів, європейських та американських інвесторів.

## Корпоративне управління[3]
- Саймон Чернявський — генеральний директор.
- Тон Хулс — фінансовий директор.
- Андрій Григоров — операційний директор.

## Історія
«МРІЯ» заснована 17 квітня 1992 року Іваном та Клавдією Гутами. Компанія розпочала діяльність як селянсько-фермерське науково-виробниче господарство, отримавши у користування землі з фонду держрезерву Тернопільської області. Площа ріллі становила лише 50 гектарів.
1994 — площа земельних ресурсів склала 150 га, розпочала співпрацю з американськими фахівцями для отримання першого міжнародного досвіду ведення сільського господарства.
1995 — модернізація потужностей для зберігання картоплі, розташованих у с. Васильківці Тернопільської області. Поступово всі картоплесховища обладнали системами температури та вологості, а також сортувальними лініями.
1996 — інвестиції в сільгосптехніку (компанії John Deere та Grimme)
1998 — 1000 га. У Гусятинському районі побудований перший елеватор потужністю 3500 тонн.
1999 — партнерство з компанією «Українська Мова» (пізніше придбана компанією Kraft Foods) для постачання чіпсової картоплі та уклала угоду зі Славутським солодовим заводом (з 2003 року є частиною Soufflet) на постачання ячменю для виробництва солоду.
2001 — створення школи агрономів та формування власного транспортного парку з великогабаритними машинами.
2006 — 10 000 га. Будівництво другого елеватора в м. Гусятин,
2007 — 91 000 га.
2008 — 150 000 га, розширення Гусятинського елеватора до 77 000 т. Розміщення акцій на Франкфуртській фондовій біржі, продаж 20 % акцій.
2009 — 201 000 га. Запущено потужності з виробництва та обробки насіння з продуктивністю  300 тонн на день.
2010 — кредит від IFC (Міжнародної фінансової корпорації). Вводиться система GPS-моніторингу техніки. Збудовано комплекс для зберігання картоплі.
2011 — 240 000 га. Випуск єврооблігацій на $250 мільйонів. Відкриття «Української аграрної школи».
2012 — 298 000 га, збільшено потужності по зберіганню зернових та олійних культур до 820 000 тон і до 116 000 тон для зберігання картоплі. Початок переробки відходів картоплі у крохмаль.
2013 — розміщення єврооблігацій на $400 млн. Відкриття Школи механіків, бухгалтерів та агроМВА.
2014 — оголошення про технічний дефолт. Борг Компанії склав 1,3 млрд дол.
У січні 2015 року кредитори «МРІЇ» провели переговори про обрання нового керівництва агрохолдингу.
Кредитори «МРІЇ» представлені двома відповідними комітетами, один з яких представляє інтереси держателів — близько 50 % облігацій з погашенням у 2016 та 2018 роках, а інший — інтереси банків (частка яких в загальній заборгованості Групи перед банками становить 60 %). Обидва комітети кредиторів, на яких припадає переважна частка простроченої заборгованості «МРІЇ», залучили юридичних радників (Cadwalader та Avellum представляють інтереси держателів облігацій, Latham & Watkins і Arzinger — інтереси банків), а також консорціум фінансових радників в складі Rothschild, ICU та FinPoint. Вищезазначені комітети кредиторів були сформовані у відповідь на звернення Компанії від 1 серпня 2014 року, в якому вона закликала кредиторів об'єднатись. 
Кредитори обрали генеральним директором Саймона Чернявского — колишнього гендиректора агрохолдингу «HarvEast» (Україна).
2015 — залучення кредиту на $25 млн. Повернення частини конфіскованої техніки на суму $2,8 млн.
2016 — оновлення технічного парку (дискові борони, сівалки, жатки, причепи, легковий транспорт на суму понад 2,5 млн.дол)[джерело?]
У 2021 році Господарський суд Тернопільської області у рамках справи №921/227/20 визнав компанію банкрутом та відкрив ліквідаційну процедуру.

## Виробничі потужності
- 4 елеватори потужністю 380 000 тонн[2].
- Картоплесховище  загальним обсягом 52 000 тонн[2]. Обладнане сортувальними лініями і системою контролю вологості та температури.
- Насіннєвий завод у м. Хоростків (Тернопільська область).

## Соціальна відповідальність
Річний соціально-інвестиційний бюджет «МРІЇ» становить понад 20 млн грн.
Агрохолдинг виділяє 130 грн/га на благодійність, із них:
- 100 грн/га надається за рішенням загальних зборів громади/пайовиків;
- 20 грн/га — на реалізацію районних соціальних проектів;
- 10 грн/га — на підтримку воїнів АТО.

## Критика
Чимало років великотоннажні автомобілі холдингу їздили перевантаженими і не дотримувались встановлених часових норм перевезень на автодорозі Т 2018, що призвело до її тотального знищення.